# I Believe in You (singel Kylie Minogue)
„I Believe in You” – singel australijskiej piosenkarki Kylie Minogue, pochodzi z albumu Ultimate Kylie (z 2004 roku). Utwór napisali Minogue i członkowie Scissora Sistersa Jake Shears i Babydaddy.

## Listy utworów i formaty
Brytyjski CD singel 1
1. "I Believe in You" – 3:21
2. "B.P.M." – 4:07

Brytyjski CD singel 2
1. "I Believe in You" – 3:21
2. "I Believe in You" (Mylo Vocal Mix) – 6:02
3. "I Believe in You" (Skylark Mix) – 7:57
4. "I Believe in You" (Wideo)

Europejski CD singel 1
1. "I Believe in You" – 3:21
2. "B.P.M." – 4:07

Europejski CD singel 2
1. "I Believe in You" – 3:21
2. "I Believe in You" (Mylo Vocal Mix) – 6:02
3. "I Believe in You" (Skylark Mix) – 7:57
4. "I Believe in You" (Wideo)

Europejski 12" singel
1. "I Believe in You" – 3:21
2. "I Believe in You" (Mylo Dub) – 6:02
3. "I Believe in You" (Skylark Mix) – 7:57

Australijski CD singel
1. "I Believe in You" – 3:21
2. "B.P.M." – 4:07
3. "I Believe in You" (Mylo Vocal Mix) – 6:02
4. "I Believe in You" (Skylark Mix) – 7:57
5. "I Believe in You" (Wideo)